# Proacrias
Proacrias is een geslacht van vliesvleugeligen uit de familie Eulophidae. De wetenschappelijke naam van dit geslacht is voor het eerst geldig gepubliceerd in 1914 door Ihering.

## Soorten
Het geslacht Proacrias omvat de volgende soorten:
- Proacrias coffeae Ihering, 1914
- Proacrias lividiceps (Ashmead, 1894)
- Proacrias testaceipes (Crawford, 1914)
- Proacrias thysanoides (De Santis, 1972)
- Proacrias ufens (Walker, 1843)
- Proacrias xenodice (Walker, 1842)